# Artyleria przeciwlotnicza

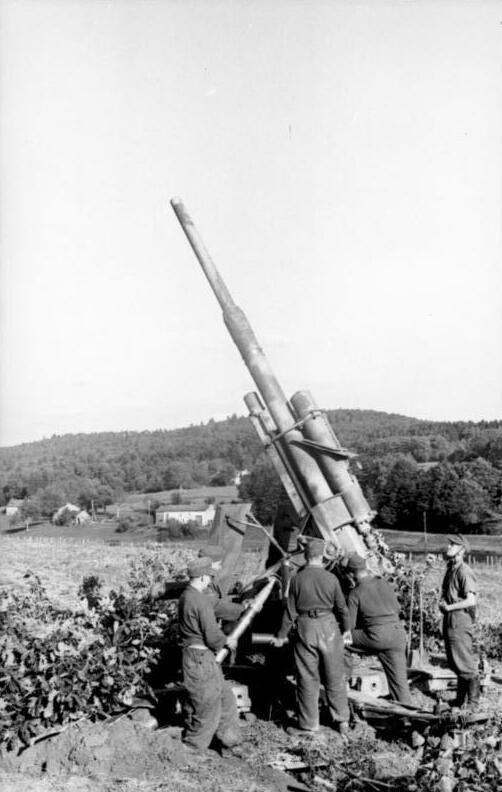
Artyleria przeciwlotnicza

Artyleria przeciwlotnicza – rodzaj artylerii przeznaczonej do zwalczania celów powietrznych. Artyleria przeciwlotnicza może być również użyta do zwalczania lekko opancerzonych celów naziemnych oraz celów nawodnych.
Terminem gęstości artylerii przeciwlotniczej określa się liczbę dział przeciwlotniczych broniących jednego kilometra frontu, lub – jeśli osłaniają one cele na tyłach lub regiony ześrodkowania wojsk – broniących obszaru o powierzchni 1 km².
Obecnie w Wojsku Polskim (Wojska Lądowe) występują pułki artylerii przeciwlotniczej (jako samodzielne jednostki) oraz dywizjony artylerii przeciwlotniczej jako pododdziały brygad pancernych i zmechanizowanych. W Siłach Powietrznych występuje jedna brygada obrony powietrznej

## Współczesne jednostki przeciwlotnicze Wojska Polskiego
- 3 Warszawska Brygada Rakietowa Obrony Powietrznej
- 4 Zielonogórski Pułk Przeciwlotniczy (Czerwieńsk)
- 8 Koszaliński Pułk Przeciwlotniczy (Koszalin)
- 15 Gołdapski Pułk Przeciwlotniczy (Gołdap)